# Plac Synagogi w Katowicach
Plac Synagogi w Katowicach − jeden z placów w katowickiej dzielnicy Śródmieście, przy skrzyżowaniu ulicy Adama Mickiewicza, ulicy Piotra Skargi i ulicy Stawowej.

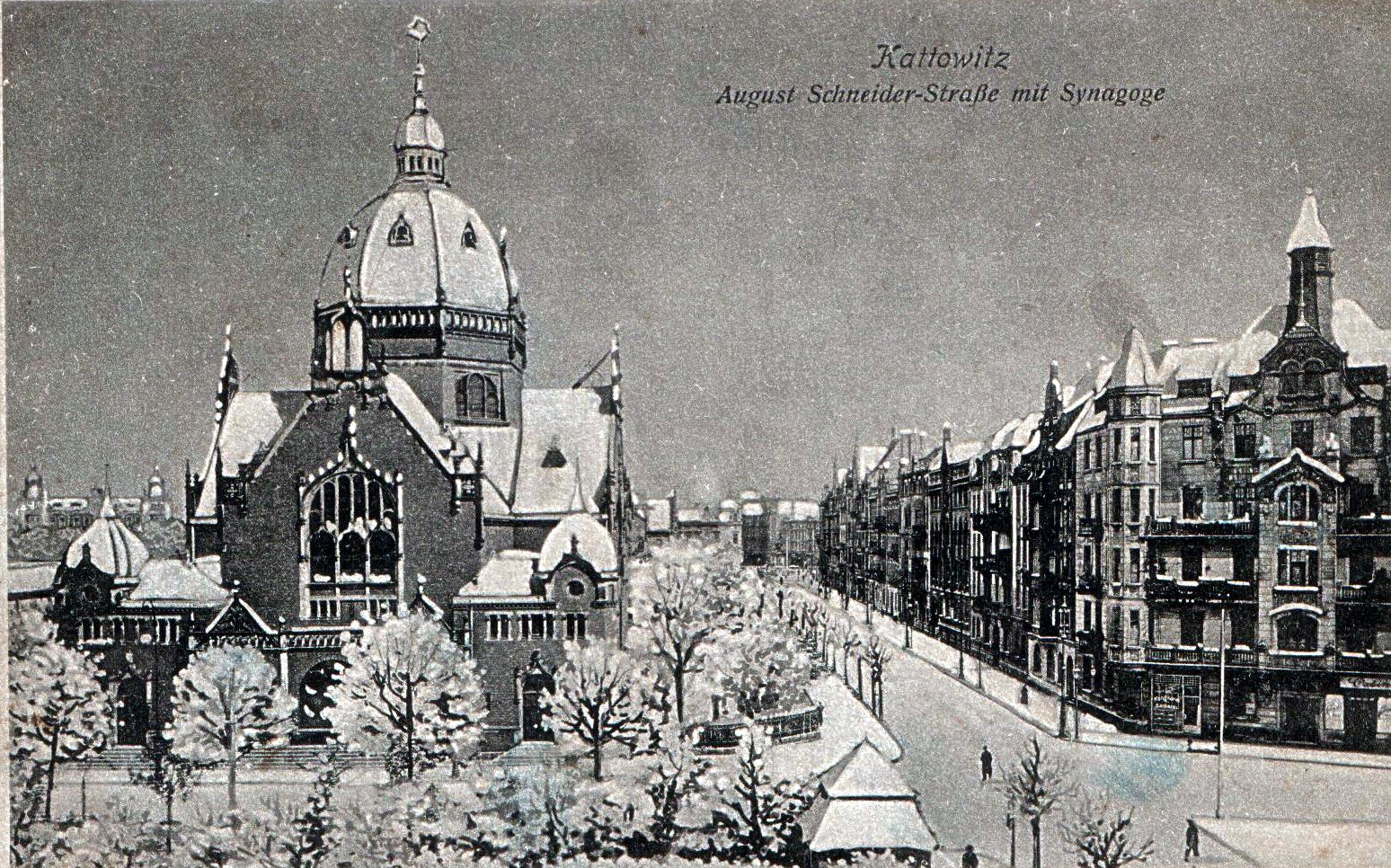
Synagoga Wielka w Katowicach na pocztówce z początku XX wieku

W latach 1896−1900 przy ówczesnej Uferstraße (obecnie ul. Adama Mickiewicza) wybudowano największą synagogę w Katowicach (niem. Große Synagoge). Bruk na ulicy został wyciszony korkiem, by odgłosy powozów nie przeszkadzały w modlitwie. Synagoga została podpalona 4 września 1939 przez Niemców; pozostałości po niej rozebrano. Obecnie na miejscu gdzie stała synagoga znajduje się plac z targowiskiem oraz pamiątkowy obelisk, odsłonięty 27 czerwca 1989, autorstwa Mirosława Kicińskiego. Napis na tablicy: "Dla uczczenia pamięci Żydów, mieszkańców Katowic - zgładzonych przez niemieckiego okupanta w latach 1939−1945". Nazwa plac Synagogi została wprowadzona uchwałą Rady Miasta Katowice z dnia 8 października 1990. W przebudowanym budynku dawnego zarządu kompleksu synagogi obecnie znajduje się Miejska Przychodnia Specjalistyczna.
W 2006 fundacja Or Chaim poinformowała o powstaniu projektu odbudowy synagogi. Plac Synagogi, w założeniu władz miasta, ma ważne znaczenie jako przestrzeń publiczna o funkcji reprezentacyjnej i integrującej. Na placu obecnie znajduje się targowisko.